# Apocalyptica (álbum)
Apocalyptica es el quinto álbum de estudio de la banda finlandesa Apocalyptica, publicado el 24 de enero de 2005.
Existen dos versiones, la edición normal y la edición especial que contiene dos canciones extra y el vídeo musical de «Bittersweet», que fue el primer sencillo del álbum, publicado en noviembre de 2004.
Hubo otros tres sencillos más, «Wie Weit», «How Far» y «Life Burns», todos ellos publicados en 2005.

## Canciones
1. "Life Burns" (con Lauri Ylönen) - 3:07
2. "Quutamo" - 3:28
3. "Distraction" - 3:56
4. "Bittersweet" (con Ville Valo y Lauri Ylönen) - 4:26
5. "Misconstruction" - 3:56
6. "Fisheye" - 4:10
7. "Farewell" - 5:33
8. "Fatal Error" - 3:00
9. "Betrayal/Forgiveness" (con Dave Lombardo) - 5:14
10. "Ruska" - 4:39
11. "Deathzone" - 4:38
12. "En Vie" (con Emmanuelle Monet) - 3:29
13. "How Far" (con Marta Jandová) - 3:29 (edición especial)
14. "Wie Weit" (con Marta Jandová) - 3:30 (edición especial)

## Personal
- Eicca Toppinen - Chelo.
- Paavo Lötjönen - Chelo.
- Perttu Kivilaakso - Chelo.

### Personal adicional
- Mikko Sirén - Batería.
- Dave Lombardo - Batería en Betrayal/Forgiveness.
- Mikko Moilanen - Contrabajo en Betrayal/Forgiveness y Deathzone.
- Lauri Ylönen - Voz en "Life Burns" y "Bittersweet".
- Ville Valo - Voz en "Bittersweet".
- Emmanuelle Monet - Voz en "En Vie".
- Marta Jandová - Voz en "How Far" y "Wie Weit".